# Coniopteryx (Xeroconiopteryx) appendiculata
Coniopteryx (Xeroconiopteryx) appendiculata is een insect uit de familie van de dwerggaasvliegen (Coniopterygidae), die tot de orde netvleugeligen (Neuroptera) behoort. 
Coniopteryx (Xeroconiopteryx) appendiculata is voor het eerst wetenschappelijk beschreven door Sziráki in 1997.